# La Bouteille
La Bouteille és un municipi francès situat al departament de l'Aisne i a la regió dels Alts de França. L'any 2007 tenia 512 habitants.

## Demografia

### Població
El 2007 la població de fet de La Bouteille era de 512 persones. Hi havia 206 famílies de les quals 56 eren unipersonals (28 homes vivint sols i 28 dones vivint soles), 69 parelles sense fills, 65 parelles amb fills i 16 famílies monoparentals amb fills.
La població ha evolucionat segons el següent gràfic:
Habitants censats

### Habitatges
El 2007 hi havia 228 habitatges, 206 eren l'habitatge principal de la família, 6 eren segones residències i 16 estaven desocupats. 227 eren cases i 1 era un apartament. Dels 206 habitatges principals, 166 estaven ocupats pels seus propietaris, 34 estaven llogats i ocupats pels llogaters i 6 estaven cedits a títol gratuït; 11 tenien dues cambres, 33 en tenien tres, 62 en tenien quatre i 100 en tenien cinc o més. 146 habitatges disposaven pel capbaix d'una plaça de pàrquing. A 105 habitatges hi havia un automòbil i a 79 n'hi havia dos o més.

### Piràmide de població
La piràmide de població per edats i sexe el 2009 era:
| Homes | Edats   | Dones |
| ----- | ------- | ----- |
| 0     | 95 o +  | 0     |
| 0     | 90 a 94 | 4     |
| 4     | 85 a 89 | 0     |
| 0     | 80 a 84 | 0     |
| 16    | 75 a 79 | 16    |
| 12    | 70 a 74 | 8     |
| 16    | 65 a 69 | 12    |
| 12    | 60 a 64 | 16    |
| 8     | 55 a 59 | 8     |
| 32    | 50 a 54 | 20    |
| 20    | 45 a 49 | 20    |
| 8     | 40 a 44 | 20    |
| 28    | 35 a 39 | 16    |
| 12    | 30 a 34 | 12    |
| 12    | 25 a 29 | 12    |
| 28    | 20 a 24 | 8     |
| 28    | 15 a 19 | 12    |
| 4     | 10 a 14 | 12    |
| 20    | 5 a 9   | 8     |
| 8     | 0 a 4   | 12    |

## Economia
El 2007 la població en edat de treballar era de 325 persones, 205 eren actives i 120 eren inactives. De les 205 persones actives 171 estaven ocupades (108 homes i 63 dones) i 34 estaven aturades (11 homes i 23 dones). De les 120 persones inactives 41 estaven jubilades, 25 estaven estudiant i 54 estaven classificades com a «altres inactius».

### Ingressos
El 2009 a La Bouteille hi havia 201 unitats fiscals que integraven 522 persones, la mediana anual d'ingressos fiscals per persona era de 14.761 €.

### Activitats econòmiques
Dels 10 establiments que hi havia el 2007, 4 eren d'empreses de construcció, 2 d'empreses de comerç i reparació d'automòbils, 1 d'una empresa de transport, 1 d'una empresa de serveis, 1 d'una entitat de l'administració pública i 1 d'una empresa classificada com a «altres activitats de serveis».
Dels 6 establiments de servei als particulars que hi havia el 2009, 2 eren tallers de reparació d'automòbils i de material agrícola, 2 paletes, 1 lampisteria i 1 electricista.
L'any 2000 a La Bouteille hi havia 25 explotacions agrícoles que ocupaven un total de 1.530 hectàrees.

## Equipaments sanitaris i escolars
El 2009 hi havia una escola elemental integrada dins d'un grup escolar amb les comunes properes formant una escola dispersa.

## Poblacions més properes
El següent diagrama mostra les poblacions més properes.